# Доля Валерій Сергійович
Валерій Сергійович Доля (нар. 12 листопада 1998, Нова Каховка, Херсонська область, Україна) — український футболіст, півзахисник.

## Життєпис
Народився в Новій Каховці, Херсонська область. Вихованець місцевої «Енергії», в молодіжній академії якої навчався до 2012 року. З 2013 та 2015 рік виступав у ДЮФЛУ також за «Динамо» (Хмельницький), а також дніпропетровські клуби ІВС та «Інтер».
У 2016 році повернувся до «Енергії» (НК). У футболці новокаховського клубу дебютував 26 березня 2016 року в переможному (3:0) домашньому поєдинку 16-о туру Другої ліги проти херсонського «Кристалу». Валерій вийшов на поле на 68-й хвилині, замінивши Дмитра Хорольського. Дебютним голом на професіональному рівні відзначився 1 червня 2016 року на 69-й хвилині переможного (3:0) виїзного поєдинку 26-о туру Другої ліги проти сумської «Барси». Доля вийшов на поле на 54-й хвилині, замінивши Сергія Гайдаєнка. У футболці «Енергії» зіграв 25 матчів (1 гол) у Другій лізі, ще 1 поєдинок провів у кубку України.
У 2017 році перейшов до «Нікополя», де провів півтора сезони. За цей час у Другій лізі зіграв 28 матчів (2 голи), ше 1 поєдинок провів у кубку України. Взимку 2019 року повернувся до «Енергії». Дебютував за новокаховський клуб після свого повернення 6 квітня 2019 року в переможному (2:0) домашньогму поєдинку 18-о туру групи Б Другої ліги проти «Миколаєва-2». Валерій вийшов на поле на 46-й хвилині, замінивши Максима Чеглова. Дебютним голом за «Енергію» після повернення до команди відзначився 11 травня 2019 року на 83-й хвилині нічийного (2:2) домашнього поєдинку 25-о туру групи Б Другої ліги проти одеського «Реал Фарма». Доля вийшов на поле в стартовому складі, а на 86-й хвилині його замінив Павло Черняєв.